# International Journal of Radiation Oncology – Biology – Physics
Das International Journal of Radiation Oncology – Biology – Physics, abgekürzt Int. J. Radiat. Oncol. Biol. Phys., ist eine wissenschaftliche Fachzeitschrift, die vom Elsevier-Verlag veröffentlicht wird. Es ist eine offizielle Zeitschrift der American Society for Radiation Oncology und erscheint derzeit mit 15 Ausgaben im Jahr. Es werden Arbeiten veröffentlicht, die sich mit der Anwendung der Strahlentherapie in der Onkologie beschäftigen.
Der Impact Factor lag im Jahr 2015 bei 4,495. Nach der Statistik des ISI Web of Knowledge wird das Journal mit diesem Impact Factor in der Kategorie Onkologie an 46. Stelle von 213 Zeitschriften und in der Kategorie Radiologie, Nuklearmedizin und medizinische Bildgebung an zwölfter Stelle von 125 Zeitschriften geführt.